# Anisia ruficoxa
Anisia ruficoxa là một loài ruồi trong họ Tachinidae.